# 東海東邦
東海東邦株式会社（とうかいとうほう）は、愛知県名古屋市に本社を置く主に医薬品・医療機器の卸売りを扱う企業であった。現在は東邦ホールディングスである。

## 沿革
- 1948年（昭和23年）11月13日 - 「株式会社船橋商店」設立。資本金30万円。
- 1952年（昭和27年）9月 - 社名を「株式会社船橋薬品」に変更。
- 1953年（昭和28年）10月 - 三重県四日市に出張所を開設。
- 1969年（昭和44年）10月 - 三重県のカトウ薬品の営業を譲受（四日市・津・伊勢に支店開設）。
- 1979年（昭和54年）7月 - 岐阜県岐阜市に支店開設。
- 1994年（平成6年）11月 - 四日市市・岡崎市に物流センター開設。
- 1996年（平成8年）12月 - 株式を店頭登録。
- 2001年（平成13年）7月 - 東邦薬品株式会社と資本業務提携。
- 2002年（平成14年）10月1日 - 東邦薬品の完全子会社となる。同時に社名を「東海東邦株式会社」に変更。静岡県における営業圏を一部「東邦薬品」に譲渡。
- 2006年（平成18年）10月1日 - 親会社の「東邦薬品」と合併し、本社社屋を「東海事務所」として発足。

## 主な取引メーカー
- 東邦薬品、田辺製薬、エーザイ、持田製薬、三菱ウェルファーマ、ファイザー

## 営業所
- 本社、営業本部 : 愛知県名古屋市中区丸の内3丁目1-33
- 愛知営業部
  - 東名営業所（名古屋市名東区社台3丁目120）
  - 南営業所（名古屋市南区豊2丁目35-17）
  - 一宮営業所（一宮市浅野字田井戸田37）
  - 岡崎営業所（岡崎市矢作町字猫田18）
  - 豊橋営業所（豊橋市下地町字宮腰82-1）
  - 半田営業所（半田市瑞穂町8丁目11-6）
  - ヘルス営業所（名古屋市中区丸の内3丁目1-33）
  - ケアサポート営業所（同上）
- 岐阜営業部
  - 岐阜営業所（岐阜市茜部野瀬1丁目60）
  - 多治見営業所（多治見市池田町5丁目314-2）
- 三重営業部
  - 伊勢営業所（伊勢市楠部町67-2）
  - 津営業所（津市南丸之内9-19）
  - 四日市営業所（四日市市）
- 静岡営業部
  - 静岡営業所（伊東市宮川町1丁目1-16）
  - 沼津営業所（沼津市米山町12-33）
  - 浜松営業所
  - 伊東営業所